# 和光市立大和中学校
和光市立大和中学校（わこうしりつ やまとちゅうがっこう）は、埼玉県和光市にある公立中学校。1991年10月1日に米・ロングビュー市（ワシントン州）と姉妹提携をし、毎年、和光市の中学校では夏ごろに海外派遣を行っている。

## 歴史
- 1947年（昭和22年）4月 - 開校。白子小･新倉小で授業
- 1949年（昭和24年）5月 - 第1校舎竣工（開校記念日）
- 1954年（昭和29年）3月 - 校旗制定
- 1954年（昭和29年）11月 - 校歌制定（作詞：下山懋、作曲：下総皖一）
- 1962年（昭和37年）8月 - 体育館竣工
- 1973年（昭和48年）5月 - 鉄筋校舎竣工
- 1977年（昭和52年）11月 - 創立30周年
- 1986年（昭和61年）3月 - 第3校舎竣工
- 1986年（昭和61年）11月 - 創立40周年記念式典挙行
- 1988年（昭和63年）11月 - 文部省指定生徒指導研究発表
- 1991年（平成3年）8月 - 校舎外装改修
- 1992年（平成4年）2月 - 校木「欅（けやき）」に決定
- 1994年（平成6年）10月 - テニスコート2面新設
- 1995年（平成7年）11月 - 校庭南側フェンス補修新設
- 1996年（平成8年）10月 - 創立50周年記念式典挙行
- 1997年（平成9年）8月 - 校庭整備工事
- 1998年（平成10年）8月 - 音楽室･さわやか相談室整備工事
- 1999年（平成11年）11月 - 体育用具入れ改築･部室新築
- 2002年（平成14年）3月 - 第4校舎竣工
- 2003年（平成15年） - 第2校舎耐震工事
- 2006年（平成18年）11月 - 創立60周年記念式典挙行
- 2008年（平成20年）6月 - 第五校舎竣工
- 2009年（平成21年）9月 - 第五校舎竣工
- 2012年（平成24年）3月 - 体育館新築落成記念式典
- 2016年（平成28年）10月 - 創立70周年記念式典挙行
- 2018年（平成30年）4月 - 和光コミュニティースクールに指定
- 2019年（令和元年）8月 - 野球部全国大会出場（ベスト8）
- 2020年（令和2年）11月 - 防災用倉庫移転工事
- 2021年（令和3年）2月 - GIGAスクールネットワーク整備工事

## 学校教育方針（目標）
『意志と努力で輝く大和中生』
1. 元気なあいさつ　きれいな学校
2. 見通しある学習　打ち込む活動
3. みんなで協力　思いやる心

## 校歌
1954年11月3日制定
- 作詞：下山 懋
- 作曲：下総 皖一

※クリックすると音が流れます

## 年間行事
| 月   | 内容 |
| ---- | --- |
| 4月  | 春季休業日、始業式、入学式、新入生オリエンテーション、保護者会 ＰＴＡ総会、部活動一斉ミーティング          |
| 5月  | 前期教育実習、埼玉県学力・学習状況調査、全国学力・学習状況調査 開校記念日（29日）                          |
| 6月  | 生徒総会、学校総合体育大会                                                                                 |
| 7月  | 2年生校外学習、期末テスト、終業式、夏季休業日、夏季三者面談                                                |
| 8月  | 夏季休業日・3年生修学旅行、始業式、引き渡し訓練                                                            |
| 9月  | 後期教育実習、体育祭、新人兼県民総合スポーツ大会                                                           |
| 10月 | 中間テスト、生徒会役員選挙、学校公開                                                                       |
| 11月 | 合唱コンクール、三者面談、期末テスト、２年生高校について学ぶ会                                             |
| 12月 | 1・2年保護者会、３年生三者面談、終業式、冬季休業日                                                         |
| 1月  | 冬季休業日、始業式、１年生校外学習、２年生スキー林間 県私立高等学校等入学試験                              |
| 2月  | 新入生保護者説明会、学年末テスト、県公立高校学力検査等                                                     |
| 3月  | 三送会、球技大会、卒業証書授与式、卒業生を囲む会、1・2年保護者会、新入生１日体験入学、修了式、学年末休業日 |

## 部活動

### 体育系
- 野球部
  - 2019年に関東大会優勝、全国大会ベスト8[1]
- 剣道部
- サッカー部
- バスケットボール部
- バレーボール部
- 卓球部
  - 関東大会出場の経験有り[2]
- ソフトボール部
- ソフトテニス部
  - 毎年県大会出場
- ハンドボール部
- バドミントン部
- 陸上競技部

### 文化系
- 英語部
- 手芸部
- 吹奏楽部
  - 毎年3月末には定期演奏会を行っている
- 囲碁・将棋部
  - 平成22年全国大会出場
- 美術部
- 放送部
  - NHK杯全国中学校放送コンテスト全国大会出場。2016年にテレビ番組で優良賞、2018年にテレビ番組とアナウンスで優良賞、2021年に朗読で優良賞と入選、2022年にアナウンスで優良賞受賞[3]

## 著名卒業生
- 松村香織 - タレント[4]
- 和田あき - 女流棋士[5]